# مطار الشيبة
مطار شيبة هو مطار صغير يقع في الربع الخالي بالقرب من حقل شيبة للنفط في المنطقة الشرقية من المملكة العربية السعودية. ويقع المطار بالقرب من مجمع السكن للموظفين.

## نظرة عامة
تمتلك شركة النفط العربية السعودية (أرامكو السعودية) هذا المطار ويستخدم للعمليات اللوجستية للمناطق النائية في الصحراء. وتشغل الشركة رحلات منتظمة إلى الدمام والاحساء أكبر المدن في المنطقة الشرقية بالإضافة إلى جدة والرياض باستخدام طائرة بوينغ 737.

## مرافق
يوجد مدرج واحد معبد بالإضافة إلى مدرج قديمة غير معبد لم يعد يستخدم. المدرج طوله 2,440 م وعرضه 27 م. ومساحة مخصصة لوقوف أربع طائرات في المطار. ومواقف كثيرة للسيارات في الخارج.